# الكسندر دبليو. مونرو
الكسندر دبليو. مونرو (بالإنجليزية: Alexander W. Monroe) هو مُحرِّر ومحامي وسياسي أمريكي، ولد في 29 ديسمبر 1817 في مقاطعة هامبشاير في الولايات المتحدة، وتوفي في 16 مارس 1905. حزبياً، نشط في الحزب الديمقراطي.